# Stephanie Leigh Schlund
Stephanie Leigh Schlund là một nữ diễn viên người Mỹ.
Schlund đã từng tham gia bộ phim Bản tình ca cuối cùng với vai diễn Megan Blakelee và tập đầu tiên của phim truyền hình Drop Dead Diva. Tháng 8, 2012, Schlund xác nhận cô sẽ tham gia vào dàn diễn viên của bộ phim The Hunger Games: Bắt lửa với vai Cashmere, một trong hai vật tế của Quận 1.
Cô đến từ vùng Nam Hoa Kỳ.

## Dang sách phim
- Drop Dead Diva (2009) trong vai Beth
- Bản tình ca cuối cùng (2010) trong vai Megan Blakelee
- The Hunger Games: Bắt lửa (2013) trong vai Cashmere
- Những kẻ nổi loạn (2015) trong vai Cô gái Amity